# Svart nervmossa
Svart nervmossa (Campylopus atrovirens) är en bladmossart som beskrevs av De Notaris 1838. Svart nervmossa ingår i släktet nervmossor, och familjen Dicranaceae. Enligt den svenska rödlistan är arten starkt hotad i Sverige. Arten förekommer i Götaland. Artens livsmiljö är skogslandskap. Inga underarter finns listade i Catalogue of Life.